# 프레디의 피자가게: 시스터 로케이션
《프레디의 피자가게: 시스터 로케이션》(Five Nights at Freddy's: Sister Location, FNaF SL)는 스콧 코슨의 "프레디의 피자가게" 시리즈 중 다섯번째 작품이다.

## 스토리
프레드베어의 가족 식당, 애프튼 로보틱스 주식회사의 창업자인 윌리엄 애프튼(William Afton)이 애니매트로닉들을 제작해 서커스 베이비의 피자나라(Circus Baby's Pizza World)를 운영할 계획을 세운다. 그러나 그가 제작한 애니매트로닉들은 하나같이 살인 기능을 지니고 있었고, 윌리엄 애프튼은 그 사실을 알았기에 자신이 아끼던 딸 엘리자베스 애프튼(Elizabeth Afton)만큼은 애니매트로닉에게 다가가지 말라고 당부하지만, 엘리자베스는 베이비에게 다가갔다가 그대로 살해당한다. 그렇게 엘리자베스의 영혼은 베이비에 씌이게 되고, 이 사건은 가스 유출 사고로 인한 폐업으로 입막음 되버리면서 서커스 베이비의 피자나라는 하루만에 문을 닫는다. 그리고 이때부터 서커스 베이비의 엔터테인먼트 및 대여(Circus Baby's Entertainment and Rental)가 설립되고, 애니매트로닉들을 대여해주는 사업으로 전향한다. 윌리엄은 엘리자베스의 영혼을 해방시키기 위해 자신의 마지막 자식, 아들 마이클 애프튼(Michael Afton)을 대여점으로 보낸다. 대여점의 지하에서 마이클은 자신을 도와주는 베이비의 목소리를 따라가지만, 사실 베이비를 포함한 모든 로봇들은 에너드라는 하나의 애니매트로닉이 되어있었고, 마이클은 인간의 몸을 원했던 에너드에게 내장을 척출당한다. 그 뒤, 에너드는 마이클의 몸 속에서 살지만, 인간의 몸이 기계한테 적합하지 않았던 탓에 마이클은 에너드를 토해내게 되고, 마이클은 좀비같은 모습으로 부활하게 된다. 다른 엔딩으로 마이클이   애너드에 가짜목소리를 따라 분해실로 가지않고 출입금지 구역으로 가는 선택도있다 만약에 들어가면 6시 까지 버텨야되고 해드유닛은 마이클을 6시까지 버티고 해고한다 하지만 애너드가 마이클에 집까지 쫓아오면서 게임은 끝난다. 이스터에그로 출입금지 구역들어가면 벽쪽에 있는 키패드에 1987를 입력하면 책상에 무언가가 생긴다

## 캐릭터
- 호박나이트 오빠(Pumpkin night brother)
- 아부지도 없는게 까불어(No father fuck)
- 해피캣(Happy cat)
- 샌드위치 브랙퍼스트(Sandwich breakfast)
- 시진핑(sijinping)
- 먹태깡(muktaeggang)
- 동원참치(Dongwon tuna)
- 스페니쉬(Gay on)
- 야동코리아(yadongkorea)
- 나이트가드(night guard)

## 평가
| 평가                                                                                              |            |
| ------------------------------------------------------------------------------------------------- | ---------- |
| 통합 점수 통합사 점수 메타크리틱 PC: 62/100 [ 1 ] 평론 점수 평론사 점수 디스트럭토이드 6/10 [ 2 ] |            |
| 통합 점수                                                                                         |            |
| 통합사                                                                                            | 점수       |
| 메타크리틱                                                                                        | PC: 62/100 |
| 평론 점수                                                                                         |            |
| 평론사                                                                                            | 점수       |
| 디스트럭토이드                                                                                    | 6/10       |